# Efect inductiv
În chimie și fizică, efectul inductiv este un efect legat de electronii din legături chimice, observat experimental, care presupune transmiterea polarizării sarcinii electrice de-a lungul unei catene de atomi dintr-o moleculă prin inducție electrostatică, ceea ce duce la apariția unui dipol permanent într-o legătură chimică. Efectul inductiv apare la legăturile sigma, spre deosebire de efectul electromer, care apare la legăturile pi. Baza experimentală este dată de valoarea pKs.

## Tipuri
Efectul inductiv poate fi pozitiv sau negativ: +I sau -I. Se poate manifesta la nivelul structurii moleculare în regim permanent sau static Is sau dinamic Id în timpul unei reacții chimice.